# M2M (groupe)
Pour les articles homonymes, voir M2M.
M2M était un groupe de pop norvégien, originaire de Lørenskog. Le nom M2M, acronyme de Marit to Marion (ou Marion to Marit), est tiré du nom des deux membres du groupe Marion Elise Ravn et Marit Elisabeth Larsen.
M2M était extrêmement populaire entre la fin des années 1990 et le début des années 2000. Il était composé de Marion Raven et Marit Larsen, toutes les deux nées à Lørenskog en Norvège, qui se sont connues dans les années 1990 lorsqu'elles avaient respectivement 5 et 6 ans. Avec leur groupe M2M, elles publient deux albums originaux, Shades of Purple (2000) et The Big Room (2002). Après la séparation du duo, Atlantic sort une compilation de ses chansons,The Day You Went Away: The Best of M2M (2003).
Le premier album de M2M, Shades of Purple (2000), est un double succès, critique et commercial (il se vendra à plus de 1.5 million d'exemplaires dans le monde entier). En dépit d'un bon accueil critique, leur second album, The Big Room (2002), est un échec commercial. Le duo se sépare alors et chacune poursuit une carrière en solo.
Une compilation de leurs meilleurs titres, The Day You Went Away: The Best of M2M (2003) sort un an après leur séparation ; elle se vendra à 2 millions d'exemplaires.

## Biographie

### Formation
Marit Larsen et Marion Raven sont originaires de Lørenskog, un district d'Oslo. Se découvrant un intérêt commun pour la musique, elles décident de jouer ensemble et forment un premier groupe appelé Hubba Bubba (en hommage à leur marque de chewing-gum préférée). À cette période, Raven apprend à jouer du piano, Larsen de la guitare et elles commencent à envisager de devenir professionnelles de la musique.
En 1996, alors que Larsen et Raven ont respectivement 12 et 11 ans, elles publient un album pour enfants, "Synger Kjente Barnesanger" sous le nom de Marit & Marion. L'album, qui n'est distribué qu'en Norvège, est récompensé du Spellemannprisen, (un prix remis aux artistes norvégiens qui se sont fait remarquer de manière positive au cours de l'année). Juste après la sortie de l'album, Marit et Marion commencent à écrire leurs propres morceaux pop et envoient quelques bandes démos à plusieurs maisons de disques ; en 1998, l'une de ces démos atterrit chez Atlantic Records qui signe avec elles un contrat de distribution international.

### Don't Say You Love MeetShades of Purple
Désormais réunies sous le nom de M2M, Marit et Marion sortent leur premier single, Don't Say You Love Me. Cette chanson figure comme générique de fin du film Pokémon, le film (sorti le 26 octobre 1999). Bénéficiant d'une campagne marketing conséquente et multi-diffusé sur Radio Disney, ce premier single extrait de la bande originale du film est un vrai succès commercial. Il atteint la 2e place des charts en Norvège et la 4e des charts australien et néo-zélandais,,. Il sera ensuite certifié disque d'or en Australie, aux États-Unis, au Canada et en Nouvelle-Zélande.
En novembre 1999, M2M fait une apparition dans l'épisode Band on the Run de la série télévisée One World.
Le duo sort son premier album, Shades of Purple, au début de l'année 2000. Celui-ci est bien accueilli par la presse,,. Ses ventes le font se classer à la 7e place du Top Album Norvégien, à la 89e du Billboard 200 et à la 1re du Top Heatseekers. Le deuxième single de l'album, Mirror Mirror (2000), est certifié disque d'or aux États-Unis. Un troisième single, Everything You Do (2000), atteint la 21e place des Hot Dance Singles Sales aux États-Unis. Le 25 février 2000, la chanson Don't Say You Love Me et l'album Shades of Purple sont respectivement nommés "Chanson de l'année" et "Groupe Pop de l'année" aux Spellemannprisen.
Toujours en 2000, M2M apparait dans le célèbre show télévisé de la BBC Top of the Pops, dans l'émission de divertissement à sketch U.S. All That, ainsi que dans Say What? Karaoke et Hot Zone, deux TV shows diffusés par MTV. Le 12 février 2000, M2M donne un concert au park Epcot de Walt Disney World. Leur performance est enregistrée et est diffusée dans l'émission Disney Channel in Concert le 29 avril. Par la suite, le groupe donne une série de concerts dans les lycées américains ; mais en début avril 2000, il doit annuler sa performance au lycée d'Arlington Heights, dans l'Illinois, obligé de revenir en Norvège pour le lycée. En juin 2000, M2M est nommé "Découverte de l'année" par la Radio Association de Singapour. En septembre de la même année, le duo revient aux États-Unis avec le groupe Hanson,.
En dépit du million d'exemplaires de l'album Shades of Purple et les 1,5 million de singles vendus, M2M est toujours considéré par ses producteurs comme un projet financier à risques, ces derniers ne commençant à peine à amortir leur investissement . En mars 2001, le duo participe néanmoins à un des Teensation TV Concerts, une série de concerts produits par Atlantic Records pour promouvoir de jeunes artistes ; ces concerts sont filmés au Hard Rock Live d'Orlando (Floride) et diffusés sur la chaîne câblée Music Choice.

### The Big Room
Au printemps 2001, le deuxième album de M2M, The Big Room, est prêt et sa sortie prévue à l'automne. Mais les conséquences des événements du 11 septembre 2001 et notamment le ralentissement général qui frappe l'économie américaine vont radicalement changer le cours de l'histoire du duo. America Online, propriétaire du groupe Time Warner et donc, d' Atlantic Record, connaît un déficit astronomique. S'ensuit une période d'économies drastiques qui conduisent toutes les sociétés dépendantes d'America Online à réduire leurs coûts au maximum (coupe dans les budgets, licenciements, etc).
Un premier single (Everything) est néanmoins extrait de l'album en novembre 2001 et atteint la 6e place des charts en Norvège et la 27e en Australie. Mais en mars 2002, au moment où sort l'album The Big Room, M2M et leur manager norvégien, Thomas Erdtman, ne peuvent que constater le manque d'argent pour le promouvoir.  
Un second extrait de l'album, What You Do About Me (2002), sortira néanmoins, ne se classant qu'en 46e positions des charts en Australie. Enfin, un troisième titre, Don't, ne sera publié qu'en tant que single promotionnel et uniquement destinés aux médias US.
Dans l'hebdomadaire musical Billboard du 8 juin 2002, le critique Chuck Taylor accueille ce troisième single positivement, considérant Don't comme un brillant exemple de ce que le duo donne à partager ; « une chanson éclatante d'énergie et d'intelligence ».
Le 17 avril 2002, et devant 12 millions de téléspectateurs, M2M fait une apparition dans le 100e épisode de Dawson's Creek.
En juin 2002, M2M est choisi pour assurer la première partie de la tournée This Way de Jewel.

### Séparation

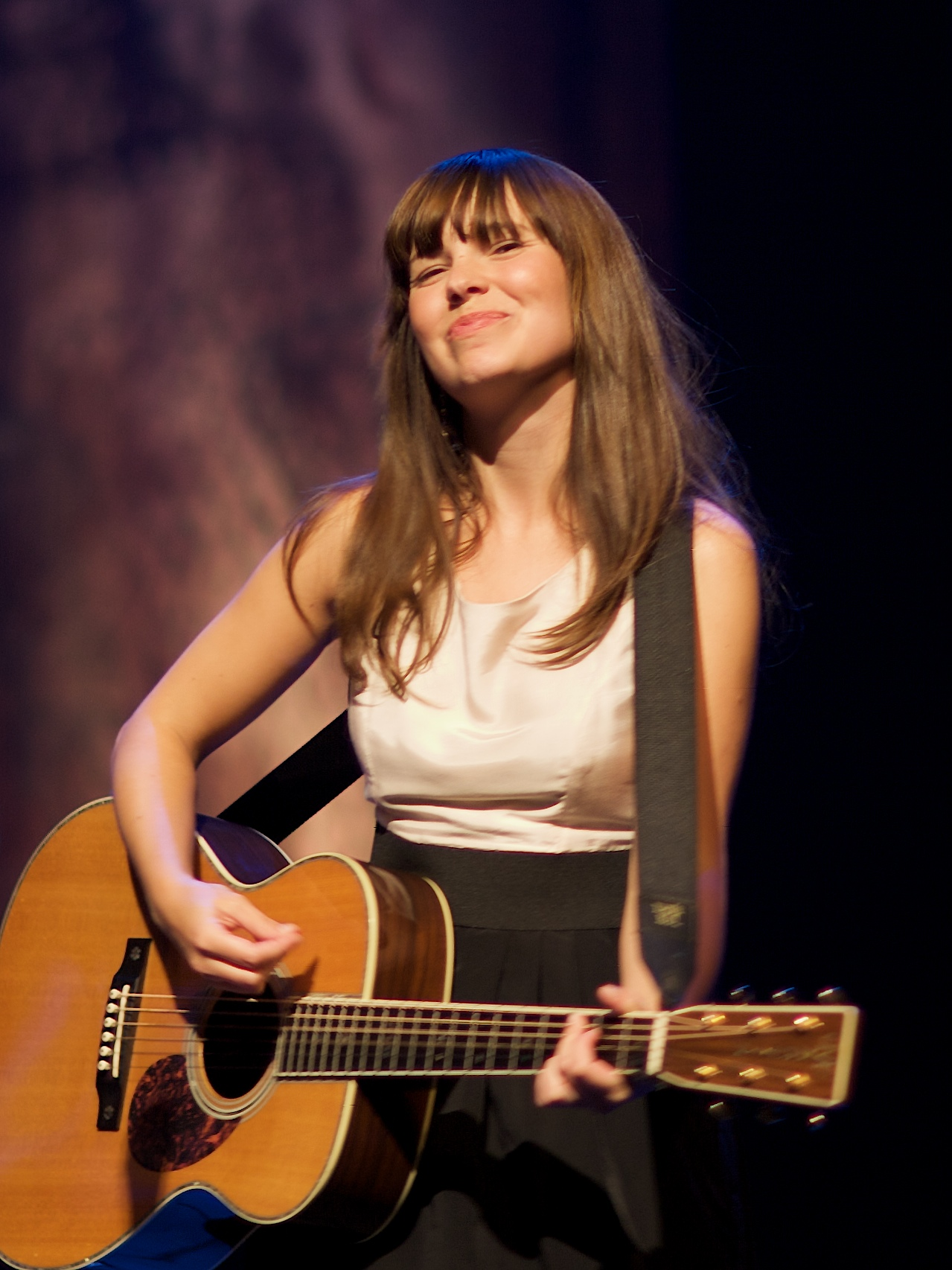
Marit Larsen, ici en 2009, a publié son premier album solo en 2006, 3 ans après la séparation du groupe.

Mois après mois, la promotion de l'album The Big Room se voit réduite au minimum et par conséquent, ses ventes diminuent (seulement 100 000 exemplaires seront écoulés aux États-Unis). Jugeant ces résultats décevants et considérant que l'aventure devenait trop coûteuse, Atlantic Records interrompt brutalement la participation de M2M en première partie de la tournée de Jewel.
Choquées autant que déçues, Marit Larsen et Marion Raven rentrent en Norvège. Mais alors que les deux filles n'ont pas encore communiqué officiellement sur la fin de leur collaboration, Marit Larsen se voit proposer un contrat solo par Atlantic Records ; une offre qu'elle finira par décliner.
Interviewée en 2007, Marit Larsen a déclaré que bien que la rupture ait été pacifique, il fallait vraiment que l'aventure se termine, ajoutant que Marion Raven et elle tendaient vers des directions artistiques très différentes, Marit souhaitant continuer dans un style pop et Marion désirant aller vers un univers plus rock".
Interviewée à son tour en 2013, Marion Raven a déclaré qu'elle et Marit Larsen s'étaient toujours mises d'accord sur le fait qu'elles continueraient à jouer ensemble tant qu'elles passeraient du bon temps et qu'elles ont mis fin à leurs activités parce que cette condition n'étaient plus remplie.
Bien plus tôt, dans le contexte économique détaillé plus haut (post-11 septembre) et aux conséquences que l'on sait, le tabloïd norvégien Verdens Gang a écrit : « « Marit Larsen et Marion Raven ont survécu au plus grand carnage de l'industrie de la musique depuis 1979». ».

## Discographie

### Albums studio
- 2000 : Shades of Purple
- 2002 : The Big Room
- 2003 : The Day You Went Away: The Best of M2M

### Singles
- Don't Say You Love Me (1999/2000)
- Mirror Mirror (2000)
- The Day You Went Away (2000)
- Pretty Boy (2000)
- Everything You Do (2000)
- Girl In Your Dreams (2000)
- Everything (2002)
- What You Do About Me (2002)